# 若林史江のDS株レッスン♪
『若林史江のDS株レッスン♪』（わかばやしふみえのでぃーえすかぶれっすん）は、株初心者を対象に作られた株シミュレーターゲームソフトである。
著名女性トレーダーの若林史江と、ネット証券会社イー・トレード証券、松井証券、楽天証券、カブドットコム証券、オリックス証券が監修した。
若林史江のアドバイスを受けながら、ネット証券会社5社のトレーディングツールを使ってリアルな株トレーディングを楽しく実践的に学べる。

## スタッフ
- 監修：若林史江
  - イー・トレード証券
  - 松井証券
  - 楽天証券
  - カブドットコム証券
  - オリックス証券